# Bactrocera stenoma
Bactrocera stenoma är en tvåvingeart som först beskrevs av Wang och Zhao 1989.  Bactrocera stenoma ingår i släktet Bactrocera och familjen borrflugor. Inga underarter finns listade.